# 阿久根温世
阿久根 温世（あくね はるせ、2005年4月13日 - ）は、日本の俳優、歌手。ダンスボーカルユニット「ICEx」のメンバー。大阪府出身。スターダストプロモーション制作３部所属。

## 略歴
中学3年より事務所に所属。
EBiDAN OSAKAでの活動、EBiDAN研究生の選抜グループTEAM C、TEAM Sでの活動を経て、2023年3月31日にICExとしてデビューすることを発表。
2023年6月2日に、韓国で、8月16日シングル「CANDY」でビクターエンタテインメントよりメジャーデビューすることを発表した。

## 人物
- 名前には、「沢山の人を温かく包み込み そんな世界で歩んでいけますように」という意味が込められている[5]。
- メンバーカラーは、TEAM SからICExを通じて赤。
- 同グループ（ICEx）には誕生日（４月13日）が同じメンバーである山本龍人がいる。
- 趣味は、映画鑑賞、ダンス、ギター、格闘技観戦。[1]。
- 特技は、サッカーで、歴は11年以上[1]。
- 憧れの人物に同じくスターダストプロモーション・EBiDAN所属であるM!LKの佐野勇斗を挙げている。
- 母は8号車（EBiDAN所属の超特急のファンの名称）。

## 出演

### 舞台
- The Smoke Shelterプロデュース#1「ホロウ・サマー・アイル」（2022年11月12日 - 13日、大阪市立芸術創造館）- リン／桐島大介 [6]
- 舞台『ソーセージ』（2024年10月10日 - 27日、博品館劇場） - 主演・アンティフォラス 役[7]
- 聖剣伝説3 TRIALS of MANA THE STAGE（2025年3月7日 - 16日、サンシャイン劇場 / 4月4日 - 6日、COOL JAPAN PARK OSAKA TTホール） - ホークアイ 役[8][9]

### ドラマ
- 「みなと商事コインランドリー2」第10・11話（2022年9月6日・13日、テレビ東京）- 橘健太役[10]
- 「ゴーストヤンキー」（2024年4月19日 - 5月17日、毎日放送） - ナイル 役[11]
- 「そんな家族なら捨てちゃえば？」（2024年7月19日-10月4日、関西テレビ）- 一世役
- 「ひとりでしにたい」第2話（2025年6月28日、NHK総合）- 白岩比呂斗役[12]

### TV
- 「おはよう朝日です」チェック・ザ・ヒッツコーナー（2021年6月7日、朝日放送）

### CM
- 大末建設 「だいすえってなに？ 告白・続告白 篇」（2023年4月1日 - ）[13]

### 雑誌・書籍
- 「NxT-Treasure vol.3」（2022年8月19日）
- 「JUNON 5月号」（2024年3月22日）

### ラジオ
- アカネクラブ（2022年7月22日、FM大阪） - ゲスト出演

### その他
- cookpadlive「エビダン大阪ワンモアキッチン」（2021年10月 - ）